# Adraneothrips poecilonotus
Adraneothrips poecilonotus är en insektsart som beskrevs av Ian A. Hood 1939. Adraneothrips poecilonotus ingår i släktet Adraneothrips och familjen rörtripsar. Inga underarter finns listade i Catalogue of Life.